# Zeller See
A Zelli-tó (németül: Zeller See; olaszul: Lago di Zell) egy kis édesvízi tó az osztrák Alpokban. Nevét Zell am See városáról kapta, amely a tóba nyúló kis deltában fekszik. A tó 4 kilométer hosszú és 1,5 kilométer széles. Mélysége 69,8 méter, tengerszint feletti magassága 750 méter.
A tavat nyáron számos kis hegyi patak táplálja, de csak egy patak folyik ki belőle a Salzachba. Télen a tó teljesen befagy, és téli sportokra használják. Nyáron a tavat csónakázásra használják (kizárólag elektromos meghajtású csónakokat lehet bérelni, belső égésű motorral hajtott járművek nem engedélyezettek, kivéve a Zell és Thumersbach között közlekedő kompokat). A víz nagyon tiszta, úszásra és búvárkodásra alkalmas, de hűvös lehet.
A tó Schüttdorfhoz közeli déli része sekélyebb, és többnyire átokhínárral van tele, így csónakázásra vagy úszásra alkalmatlan.